# Старая Ажинка
Старая Ажинка — село в Солтонском районе Алтайского края. Входит в состав Карабинского сельсовета.

## История
В 1928 году состояло из 190 хозяйств, основное население — русские. В административном отношении являлось центром Старо-Ажинского сельсовета Новиковского района Бийского округаСибирского края.

## Население
| 1926 | 1997 | 1998 | 1999 | 2000 | 2001 |
| ---- | ---- | ---- | ---- | ---- | ---- |
| 1051 | ↘64  | ↗68  | ↘55  | ↗61  | ↗68  |
| 2002 | 2003 | 2004 | 2005 | 2006 | 2007 |
| ↘45  | ↘32  | ↘18  | ↗19  | →19  | ↘17  |
| 2008 | 2009 | 2010 | 2011 | 2012 | 2013 |
| ↘15  | ↘13  | ↗22  | ↘21  | ↘20  | ↗24  |

Национальный состав
Согласно результатам переписи 2002 года, в национальной структуре населения русские составляли 98 %.